# Psaume 79 (78)
Le psaume 79 (78 selon la numérotation grecque) est une lamentation sur la destruction de la ville sainte, Jérusalem. Il est attribué à Asaph.

## Texte
| verset | original hébreu                                                             | traduction française de Louis Segond | Vulgate latine |
| ------ | --------------------------------------------------------------------------- | --- | --- |
| 1      | מִזְמוֹר, לְאָסָף:אֱלֹהִים, בָּאוּ גוֹיִם בְּנַחֲלָתֶךָ-- טִמְּאוּ, אֶת הֵיכַל קָדְשֶׁךָ;שָׂמוּ אֶת-יְרוּשָׁלִַם לְעִיִּים | [Psaume d’Asaph.] Ô Dieu ! les nations ont envahi ton héritage, elles ont profané ton saint temple, elles ont fait de Jérusalem un monceau de pierres.                 | [Psalmus Asaph] Deus venerunt gentes in hereditatem tuam polluerunt templum sanctum tuum posuerunt Hierusalem in pomorum custodiam              |
| 2      | נָתְנוּ, אֶת-נִבְלַת עֲבָדֶיךָ-- מַאֲכָל, לְעוֹף הַשָּׁמָיִם;בְּשַׂר חֲסִידֶיךָ, לְחַיְתוֹ-אָרֶץ                | Elles ont livré les cadavres de tes serviteurs en pâture aux oiseaux du ciel, la chair de tes fidèles aux bêtes de la terre ;                                          | Posuerunt morticina servorum tuorum escas volatilibus caeli carnes sanctorum tuorum bestiis terrae                                              |
| 3      | שָׁפְכוּ דָמָם, כַּמַּיִם--סְבִיבוֹת יְרוּשָׁלִָם; וְאֵין קוֹבֵר                                    | Elles ont versé leur sang comme de l’eau tout autour de Jérusalem, et il n’y a eu personne pour les enterrer.                                                          | Effuderunt sanguinem ipsorum tamquam aquam in circuitu Hierusalem et non erat qui sepeliret                                                     |
| 4      | הָיִינוּ חֶרְפָּה, לִשְׁכֵנֵינוּ; לַעַג וָקֶלֶס, לִסְבִיבוֹתֵינוּ                                   | Nous sommes devenus un objet d’opprobre pour nos voisins, de moquerie et de risée pour ceux qui nous entourent.                                                        | Facti sumus obprobrium vicinis nostris subsannatio et inlusio his qui circum nos sunt                                                           |
| 5      | עַד-מָה יְהוָה, תֶּאֱנַף לָנֶצַח; תִּבְעַר כְּמוֹ-אֵשׁ, קִנְאָתֶךָ                                   | Jusques à quand, Éternel ! t’irriteras-tu sans cesse, et ta colère s’embrasera-t-elle comme le feu ?                                                                   | Usquequo Domine irasceris in finem accendetur velut ignis zelus tuus                                                                            |
| 6      | שְׁפֹךְ חֲמָתְךָ-- אֶל הַגּוֹיִם, אֲשֶׁר לֹא-יְדָעוּךָ:וְעַל מַמְלָכוֹת-- אֲשֶׁר בְּשִׁמְךָ, לֹא קָרָאוּ            | Répands ta fureur sur les nations qui ne te connaissent pas, et sur les royaumes qui n’invoquent pas ton nom !                                                         | Effunde iram tuam in gentes quae te non noverunt et in regna quae nomen tuum non invocaverunt                                                   |
| 7      | כִּי, אָכַל אֶת-יַעֲקֹב; וְאֶת-נָוֵהוּ הֵשַׁמּוּ                                              | Car on a dévoré Jacob, et ravagé sa demeure. | Quia comederunt Iacob et locum eius desolaverunt                                                                                                |
| 8      | אַל-תִּזְכָּר-לָנוּ, עֲו‍ֹנֹת רִאשֹׁנִים:מַהֵר, יְקַדְּמוּנוּ רַחֲמֶיךָ-- כִּי דַלּוֹנוּ מְאֹד                  | Ne te souviens plus de nos iniquités passées ! Que tes compassions viennent en hâte au-devant de nous ! Car nous sommes bien malheureux.                               | Ne memineris iniquitatum nostrarum antiquarum cito anticipent nos misericordiae tuae quia pauperes facti sumus nimis                            |
| 9      | עָזְרֵנוּ, אֱלֹהֵי יִשְׁעֵנוּ-- עַל-דְּבַר כְּבוֹד-שְׁמֶךָ;וְהַצִּילֵנוּ וְכַפֵּר עַל-חַטֹּאתֵינוּ, לְמַעַן שְׁמֶךָ       | Secours-nous, Dieu de notre salut, pour la gloire de ton nom ! Délivre-nous, et pardonne nos péchés, à cause de ton nom !                                              | Adiuva nos Deus salutaris noster propter gloriam nominis tui Domine libera nos et propitius esto peccatis nostris propter nomen tuum            |
| 10     | לָמָּה, יֹאמְרוּ הַגּוֹיִם-- אַיֵּה אֱלֹהֵיהֶם:יִוָּדַע בַּגֹּיִים לְעֵינֵינוּ; נִקְמַת, דַּם-עֲבָדֶיךָ הַשָּׁפוּךְ      | Pourquoi les nations diraient-elles : Où est leur Dieu ? Qu’on sache, en notre présence, parmi les nations, que tu venges le sang de tes serviteurs, le sang répandu ! | Ne forte dicant in gentibus ubi est Deus eorum et innotescat in nationibus coram oculis nostris ultio sanguinis servorum tuorum qui effusus est |
| 11     | תָּבוֹא לְפָנֶיךָ, אֶנְקַת אָסִיר: כְּגֹדֶל זְרוֹעֲךָ--הוֹתֵר, בְּנֵי תְמוּתָה                          | Que les gémissements des captifs parviennent jusqu’à toi ! Par ton bras puissant sauve ceux qui vont périr !                                                           | Introeat in conspectu tuo gemitus conpeditorum secundum magnitudinem brachii tui posside filios mortificatorum                                  |
| 12     | וְהָשֵׁב לִשְׁכֵנֵינוּ שִׁבְעָתַיִם, אֶל-חֵיקָם;חֶרְפָּתָם אֲשֶׁר חֵרְפוּךָ אֲדֹנָי                           | Rends à nos voisins sept fois dans leur sein les outrages qu’ils t’ont faits, Seigneur !                                                                               | Et redde vicinis nostris septuplum in sinu eorum inproperium ipsorum quod exprobraverunt tibi Domine                                            |
| 13     | וַאֲנַחְנוּ עַמְּךָ, וְצֹאן מַרְעִיתֶךָ-- נוֹדֶה לְּךָ, לְעוֹלָם:לְדוֹר וָדֹר-- נְסַפֵּר, תְּהִלָּתֶךָ             | Et nous, ton peuple, le troupeau de ton pâturage, nous te célébrerons éternellement ; de génération en génération nous publierons tes louanges.                        | Nos autem populus tuus et oves pascuae tuae confitebimur tibi in saeculum in generationem et generationem adnuntiabimus laudem tuam             |

## Usages liturgiques

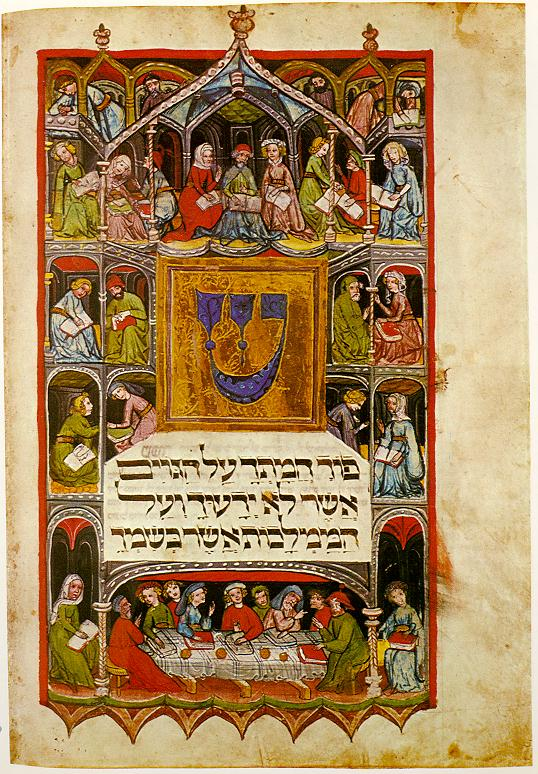
Les versets 6 et suivants du psaume 79, sur une haggadah allemande du XIV pour Pessah.

### Dans le judaïsme
Le psaume 79 est récité le 17e jour de Tammuz dans certaines traditions. On en retrouve des versets dans divers textes : le verset 8 est dans le dernier paragraphe de Tachanun ; le verset 9 conclut le Tachanun régulier et fait partie du Tachanun long récité le lundi et le jeudi ; le verset 10 fait partie de Av HaRahamim ; le verset 13, le dernier, entre dans Baruch Hashem L'Olam, pendant le maariv, et un morceau se trouve dans la bénédiction Modim de la amidah.

### Dans le christianisme

#### Chez les catholiques
Vers 530, saint Benoît de Nursie attribua ce psaume à l'office de matines du jeudi, selon sa règle de saint Benoît,.
Au XVIe siècle, ce psaume était singulièrement récité ou chanté par les fidèles selon l'ordonnance de saint Pie V, lorsque les Turcs envahirent la Méditerranée ainsi que les pays chrétiens. 
Dans la liturgie des Heures actuelle, le psaume 79 est chanté ou récité à l’office du milieu du jour le jeudi de la troisième semaine.